# منتخب إسبانيا للكرة اللينة للسيدات
منتخب إسبانيا للكرة اللينة للسيدات هو ممثل إسبانيا الرسمي في المنافسات الدولية في الكرة اللينة للسيدات .